# Ростынка
Ростынка — деревня в Ершичском районе Смоленской области России. Входит в состав Руханского сельского поселения. Население — 51 житель (2007 год). 
Расположена в южной части области в 21 км к юго-востоку от Ершичей, в 39 км юго-западнее автодороги А141 Орёл — Витебск, на берегу реки Ипуть. В 41 км северо-западнее деревни расположена железнодорожная станция Криволес на линии Рославль — Кричев. 

## История
В годы Великой Отечественной войны деревня была оккупирована гитлеровскими войсками в августе 1941 года, освобождена в сентябре 1943 года.